# Cteniscus kotenkoi
Cteniscus kotenkoi är en stekelart som beskrevs av Dmitriy R. Kasparyan 1990. Cteniscus kotenkoi ingår i släktet Cteniscus och familjen brokparasitsteklar. Inga underarter finns listade i Catalogue of Life.